# 다키카
다키카 (Dacica) 혹은 다키아 전기(De bello dacico)는 갈리아 전기 같은 율리우스 카이사르의 전기의 문체로 쓰인, 로마 황제 트라야누스가 저술한 라틴어 서적으로, 다키아에서 일어난 트라야누스의 원정에 대해 묘사한다.
다키아인 및 게타이인의 역사에 대해서 쓴 헤라클레이아의 크리톤의 게티카 를 기반으로 했을 것이라 여겨진다. 크리톤은 다키아 전쟁 기간 트라야누스의 그리스 출신 주치의이자 프로쿠라토르였다.
지금까지의 연구를 기반했을 때, 다키카는 소실된 걸로 여겨진다. 그러나, 프리스키아누스의 라틴어 문법 서적에는 한 문장이 남아있다. 문법 규칙을 설명하기 위하여, 프리스키아누스는 우리는 그러고 나서 베르조빔으로 진격하고, 그 다음은 아이지로 진격한다를 뜻하는 트라야누스의 내용을 인용했다. 이 문장은 로마군의 다키아 초기 진입을 묘사한다. 후에 로마의 카스트라가 지어진 다키아 마을들인 베르조비아와 아이지스를 언급하기도 했다.

## 같이 보기
- 다키아
- 아이지스

## 참고
1. ↑  Bennett 2001, 97쪽.